# Cybaeodes molara
Cybaeodes molara Roewer, 1960 è un ragno appartenente al genere Cybaeodes della famiglia Liocranidae.

## Etimologia
Il nome del genere è composto dal genere Cybaeidae, con il quale ha alcune caratteristiche fisiche in comune, e dal suffisso greco ἑόδης, eòdes, cioè che in apparenza somiglia a, ad indicarne la similitudine pur appartenendo ad un'altra famiglia.
Il nome proprio molara deriva dal toponimo Grotta della Molara, luogo di rinvenimento degli esemplari.
Il nome originario del genere, Cerrutia, deriva dal collezionista di ragni e insetti M. Cerruti, che durante le escursioni in territorio siciliano reperì questi esemplari, in seguito esaminati e descritti dall'aracnologo Roewer.

## Caratteristiche
La parte superiore del cefalotorace è liscia e lucida, senza peli, solo sul clipeo ha poche setole sparse.
Peculiari sono i cheliceri, robusti, leggermente allargati, frontalmente ricoperti di setole e con tre denti marginali anteriormente e due centrali posteriormente.
L'epigino è costituito da una piastra frontale mediana composta da tre pezzi lisci uniti a forma di chiglia, struttura tipica del genere.

### Dimensioni
Le femmine hanno il bodylenght (lunghezza del corpo escluse le zampe) che non supera gli 8 millimetri, 3 per il cefalotorace e 5 per l'opistosoma. Il maschio, più piccolo, non supera i 6 millimetri, 2,5 per il cefalotorace e 3,5 per l'opistosoma.

## Distribuzione e habitat
La specie è endemica della Sicilia: finora è stata rinvenuta nella Grotta della Molara, in località Cozzo Santa Croce, alla periferia di Palermo.
Questi ragnetti sono troglobi, conducono l'esistenza in grotte.

## Tassonomia
Originariamente ascritta all'ex-genere Cerrutia Roewer, 1960, di cui era la specie tipo, dopo un trasferimento alla famiglia Gnaphosidae, sottofamiglia Micariinae, ad opera dell'aracnologo Lehtinen nel 1967, è stata riportata in seno ai Liocranidae con l'attuale denominazione in seguito ad uno studio degli aracnologi Platnick e Di Franco del 1992.